# Marta Belenguer
Marta Cristina Belenguer Mula (n. Valencia, España; 29 de julio de 1969) es una actriz española de teatro, televisión y cine.

## Biografía
Entre sus trabajos más destacados se encuentran el corto 7:35 de la mañana, de Nacho Vigalondo, que fue nominado al premio Óscar en 2005, El futuro está en el porno, de Vicente Villanueva, cortometraje en el que interpreta a una mujer mentalmente inestable que habla sobre distintos temas vitales o se inventa tonterías en su trabajo de teleoperadora, y el cortometraje Casa (2006) de Manuel Sánchez Muñoz.
En televisión, participó en la serie Aquí no hay quien viva en la temporada 2004. En 2006 entró a formar parte del reparto de la serie Camera Café, donde interpretó a la administrativa Nacha, más tarde participó en un episodio de La que se avecina.
Posteriormente trabajó en la serie de Canal 9 Check-in hotel (2009-2010), en la serie de Antena 3 Impares y en la comedia de TVE Stamos okupa2.
En 2016 interpretó a la forense Carmen Díaz en la segunda temporada de la serie de televisión Bajo sospecha, emitida en Antena 3. En dicha serie comparte trabajo con actores como Yon González, Concha Velasco o Lluís Homar entre otros.

## Filmografía

### Cine

#### Largometrajes
- Tranvía a la Malvarrosa (1997), de José Luis García Sánchez.
- Siempre hay un camino a la derecha (1999), de José Luis García Sánchez.
- Celos (1999), de Vicente Aranda.
- Shacky Carmine (1999), de Chema de la Peña.
- San Bernardo (2000), de Joan Potau.
- El gran marciano (2000), de Antonio Hernández.
- Amor, curiosidad, prozac y dudas (2001), de Miguel Santesmases.
- Oculto (2005), de Antonio Hernández.
- El menor de los males (2007), de Antonio Hernández.
- Camera Café: la película (2022), de Ernesto Sevilla.

#### Cortometrajes
- Bajo la piel, de Guillermo Escribano.
- Picket, de Thomas Obermaier.
- 7:35 de la mañana (2003), de Nacho Vigalondo (Cortometraje nominado al Oscar)
- Yakar (Esperanza) (2004), de Guillermo Sampere.
- El futuro está en el amor  (2005), de Vicente Villanueva.
- Otro corto con niños (2006), de Darío Adanti.
- Eres (2006), de Vicente Villanueva.
- Casa (2006), de Manuel Sánchez Muñoz.
- Mariquita con perro (2007), de Vicente Villanueva.
- Elena quiere (2007), de Lino Escalera (Sección oficial del Festival de cine de Málaga 2007)
- Lala (2009), de Esteban Crespo García
- Algo queda (2010), de Ana Lorenz
- Zombi (2013)

### Televisión
| Año        | Título                 | Personaje                   | Cadena    | Datos        |
| ---------- | ---------------------- | --------------------------- | --------- | ------------ |
| 1995       | Herència de sang       |                             | Canal Nou | 1 episodio   |
| 1995       | Farmacia de guardia    |                             | Antena 3  | 1 episodio   |
| 1996-1997  | Éste es mi barrio      | Emma                        | Antena 3  | 20 episodios |
| 1997       | La casa de los líos    | Sara                        | Antena 3  | 4 episodios  |
| 1998       | Señor alcalde          | Lucía                       | Telecinco | 2 episodios  |
| 1999       | Famosos y familia      |                             | TVE       |              |
| 2000       | Manos a la obra        | Inés                        | Antena 3  | 1 episodio   |
| 2001       | Dime que me quieres    | Lola                        | Antena 3  | 12 episodios |
| 2004       | Hospital Central       | Miriam                      | Telecinco | 1 episodio   |
| 2000; 2005 | El comisario           | Angelines / Nines Beltrán   | Telecinco | 3 episodios  |
| 2004-2005  | Aquí no hay quien viva | Alba                        | Antena 3  | 12 episodios |
| 2006-2009  | Camera Café            | Nacha Ruiz                  | Telecinco | 25 episodios |
| 2009-2010  | ¡Fibrilando!           | Dr. Nacha Ruiz              | Telecinco | 6 episodios  |
| 2009       | Check-in hotel         |                             | Canal 9   |              |
| 2010       | Impares                | Laura Canteno               | Antena 3  | 10 episodios |
| 2011       | La que se avecina      | Blanca                      | Telecinco | 1 episodio   |
| 2011       | Senyor Retor           | Conxin                      | Canal 9   | 2 episodios  |
| 2011       | Parejología 3x2        | Marta                       | Telecinco | 3 episodios  |
| 2012       | Cuñados                | Marta                       | Telecinco | 9 episodios  |
| 2012       | El don de Alba         | Elena Guirao                | Telecinco | 1 episodio   |
| 2012       | Stamos okupa2          | Encarni de las Nieves López | TVE       | 24 episodios |
| 2016       | Bajo sospecha          | Carmen Díaz                 | Antena 3  | 10 episodios |
| 2018       | La Vall                | Malena Segarra              | À Punt    | 13 episodios |
| 2019; 2021 | Señoras del (h)AMPA    | Elvira Navarro              | Telecinco | 13 episodios |
| 2021       | Todo lo otro           | Aurora                      | HBO       | 8 episodios  |
| 2022       | Cuéntame cómo pasó     | Carmen Alborch              | TVE       | 2 episodios  |
| 2025       | Favàritx               | Comisaria Martínez          | HBO / IB3 | 5 episodios  |

### Programas de televisión
- El intermedio (2007) como Invitada (1 programa).
- Pasapalabra (2008-2011; 2016; 2021) como Invitada (18 programas).
- Ilustres ignorantes (2013; 2017) como Invitada (2 programas).
- Me resbala (2017) como Invitada (1 programa).
- Sálvame (2019) como Invitada (2 programas), promocionando  Señoras del (h)AMPA.
- Supervivientes (2019) como Invitada (2 programas), promocionando Señoras del (h)AMPA.
- El concurso del año (2019) como Invitada (1 programa)

### Teatro
- El método Grönholm, de Jordi Galceran (2020).[1]
- 5 y ...Acción, de Javier Veiga (2015).
- Bebé, de Rafael Calatayud.
- Terápies, de Rafael Calatayud. (Mejor espectáculo de los Premis de la Generalitat).
- A veces me aburro, de Rafael Ponce.
- Peribáñez y el Comendador de Ocaña, de Lope de Vega.
- Don Juan, de Molière.
- Los monólogos de la vagina, de Gabriel Olivares.

### Otros
- Videoclip De qué lado estas de Rebeca Jiménez. (2012).

## Premios
- Premio a la mejor actriz en el VII Festival Internacional de Cortometrajes de Torrelavega (2006)
- Premio a la mejor actriz en el Festival de Cine de Alicante por El futuro está en el porno.
- Premio a la mejor actriz en el VII Festival de Cortos FIB por El futuro está en el porno.
- Premio a la mejor actriz en la IX Mostra de Cinema Joven de Elche por El futuro está en el porno.
- Premio a la mejor interpretación en el V Festival Europeo de Cortometrajes de Reus El futuro está en el porno.
- Mención Especial del jurado en el II Certamen Nacional de Cortometrajes de Comedia de Tarazona y El Moncayo Paco Martínez Soria por El futuro está en el porno.
- Mención Especial del Jurado en el VII Festival Internacional de Cortometrajes y Cine Alternativo de Benalmádena por El futuro está en el porno.
- Premio a la mejor actriz en el IV Festivas de Cortometrajes de Arona por El futuro está en el porno.
- Premio de las Artes Escénicas de la Generalidad Valenciana.
- Nominada al Premios Chivas Regal de las Artes Escéncias por A veces me aburro.
- Nominada al Premio a la mejor actriz de reparto de la Asociación de Actores de Madrid por Don Juan de Molière.